# World of Warcraft: Wrath of the Lich King Original Soundtrack
World of Warcraft: Wrath of the Lich King Original Soundtrack lub World of Warcraft: Wrath of the Lich King Collector's Soundtrack – oficjalna ścieżka dźwiękowa z gry World of Warcraft: Wrath of the Lich King, będącej drugim dodatkiem do World of Warcraft. Skomponowana przez Russella Browera, Dereka Duke'a, Glenna Stafforda oraz Neala Acree, który był odpowiedzialny tylko za jeden utwór (intro). Album został wydany 13 listopada 2008 roku przez Blizzard Entertainment na płycie CD (dostępna tylko w edycji kolekcjonerskiej) i do cyfrowego ściągnięcia na stronie iTunes (w formacie m4a). Ścieżka dźwiękowa z edycji kolekcjonerskiej gry składa się z trzech innych utworów ("Secrets Long Forgotten", "Borean Tundra" i "The Wrath Gate") w porównaniu do wersji cyfrowej, wydanej w późniejszym czasie. 

## Formaty i listy utworów
Digital download:
| Nr  | Tytuł utworu                          | Długość |
| --- | ------------------------------------- | ------- |
| 1.  | „Wrath of the Lich King” (Main Title) | 8:56    |
| 2.  | „Dragons’ Rest”                       | 3:07    |
| 3.  | „Arthas, My Son” (Cinematic Intro)    | 3:12    |
| 4.  | „Path of Tears”                       | 7:15    |
| 5.  | „Crystalsong”                         | 1:51    |
| 6.  | „Dalaran”                             | 3:26    |
| 7.  | „God Hunters”                         | 3:34    |
| 8.  | „Forged in Blood”                     | 5:34    |
| 9.  | „Mountains of Thunder”                | 5:55    |
| 10. | „Path of the Lifewarden”              | 2:40    |
| 11. | „The Kalu’ak”                         | 2:23    |
| 12. | „The Eye of Eternity”                 | 1:56    |
| 13. | „Garden of Life”                      | 3:28    |
| 14. | „The Culling”                         | 3:42    |
| 15. | „Howling Fjord”                       | 2:59    |
| 16. | „Rise of the Vrykul”                  | 1:22    |
| 17. | „Shadow Web Caverns”                  | 3:25    |
| 18. | „Totems of the Grizzlemaw”            | 5:36    |
| 19. | „Obsidian Sanctum”                    | 6:47    |
| 20. | „Angrathar's Shadow”                  | 2:55    |
| 21. | „Assault on New Avalon”               | 2:15    |
|     |                                       | 1:22:18 |

Collector's Edition CD:
| Nr  | Tytuł utworu                                       | Długość |
| --- | -------------------------------------------------- | ------- |
| 1.  | „Wrath of the Lich King” (Main Title)              | 8:56    |
| 2.  | „Dragons’ Rest”                                    | 3:07    |
| 3.  | „Arthas, My Son” (Cinematic Intro)                 | 3:12    |
| 4.  | „Path of Tears”                                    | 7:15    |
| 5.  | „Crystalsong”                                      | 1:51    |
| 6.  | „Dalaran”                                          | 3:26    |
| 7.  | „God Hunters”                                      | 3:34    |
| 8.  | „Forged in Blood”                                  | 5:34    |
| 9.  | „Mountains of Thunder”                             | 5:55    |
| 10. | „Secrets Long Forgotten” (Exclusive Track)         | 2:29    |
| 11. | „The Kalu’ak”                                      | 2:23    |
| 12. | „The Eye of Eternity”                              | 1:56    |
| 13. | „Garden of Life”                                   | 3:28    |
| 14. | „The Culling”                                      | 3:42    |
| 15. | „Howling Fjord”                                    | 2:59    |
| 16. | „Rise of the Vrykul”                               | 1:22    |
| 17. | „Borean Tundra” (Exclusive Track)                  | 1:58    |
| 18. | „Totems of the Grizzlemaw”                         | 5:36    |
| 19. | „The Wrath Gate” (Cutscene Event, Exclusive Track) | 3:53    |
| 20. | „Angrathar's Shadow”                               | 2:55    |
| 21. | „Assault on New Avalon”                            | 2:15    |
|     |                                                    | 1:17:46 |

## Twórcy i personel pracujący nad ścieżką dźwiękową
- Skomponowana przez Russella Browera, Dereka Duke'a, Glenna Stafforda oraz Neala Acree z Blizzard Entertainment.
- Za wykonanie odpowiada Northwest Sinfonia Orchestra and Chorus oraz Simon James i David Sabee.

Źródło: